# Richard Edgcumbe
Richard Edgcumbe, primo Barone Edgcumbe, PC (23 aprile 1680 – 22 novembre 1758), è stato un politico inglese.

## Famiglia
Era figlio di Sir Richard Edgcumbe e Lady Anne Montagu, figlia del conte di Sandwich. 
Sposò Furnese Matilda, la figlia di Sir Henry Furnese di Waldershare nel Kent la quale morì nel 1721. Ebbero quattro figli di cui il primogenito morì giovane.

## Educazione e carriera
Educato al Trinity College di Cambridge, è stato successivamente membro del Parlamento per St Germans, Plympton Erle e Lostwithiel dal 1701 al 1742.
In due occasioni ha lavorato come Lord del Tesoro, e tra il 1724 e il 1742 è stato Segretario della Ragioneria Generale per l'Irlanda, diventando Cancelliere del Ducato di Lancaster, nel dicembre 1742. 
Edgcumbe fu un fedele seguace del politico Whig sir Robert Walpole, nel cui interesse ha gestito le elezioni per alcuni borghi della Cornovaglia.